# پاسکال برنگر
پاسکال برنگر (انگلیسی: Pascal Berenguer؛ زادهٔ ۲۰ مهٔ ۱۹۸۱) بازیکن فوتبال اهل فرانسه است که در پست هافبک بازی می‌کرد.
از باشگاه‌هایی که در آن بازی کرده‌است می‌توان به باشگاه فوتبال نانسی، باشگاه فوتبال لانس، و باشگاه فوتبال باستیا اشاره کرد.
وی همچنین در تیم ملی فوتبال Corsica بازی کرده‌است.